# Брезовица (горнолыжный курорт)
Горнолыжный курорт Брезовица, или лыжный центр Брезовица (серб. Ски центар Брезовица), горный курорт и крупнейший центр зимнего туризма в Косово, расположенный на склонах гор Шар-Планина.
Предназначен для катания на лыжах и сноуборде.
Летом возможности экотуризма включают пешие прогулки, катание на горных велосипедах, гольф и другие развлекательные мероприятия на открытом воздухе. Походные тропы проложены к близлежащему озеру Ливадици.

## История
Горнолыжный курорт Брезовица был основан в 1954 году.
Горнолыжный курорт расположен на северных и северо-западных склонах национального парка Шар-Планина.
Первый из пяти подъемников курорта был установлен в 1979 году. На курорте есть 16 километров лыжных трасс, расположенных на северных и северо-восточных склонах . Курорт был местом проведения ряда международных лыжных соревнований в 1980-х и 1990-х годах, но с тех пор он превратился в туристический центр.
Хотя Брезовица служила альтернативным местом для горнолыжных соревнований Зимних Олимпийских игр 1984 года в Сараево и принимала ряд мероприятий Международной федерации лыжного спорта в 1980-х и 1990-х годах, курорт не получал значительных инвестиций в инфраструктуру уже более двух десятилетий.
Правовой статус горнолыжного курорта Брезовица оспаривался после войны в Косово в 1999 году, поскольку и правительство Сербии, и правительство Косово заявляют, что у них есть права собственности на него. Это привело к отсутствию инвестиций более двух десятилетий.
В ноябре 2014 года правительство Косово подписало контракт на 410 миллионов евро с французским консорциумом во главе с Compagnie des Alpes о развитии горнолыжного курорта Брезовица в течение следующих двух десятилетий. Однако в июне 2016 года контракт был расторгнут, поскольку французский консорциум не смог предоставить банковские гарантии по инвестициям.
По состоянию на 2018 год большинство туристов приезжают из Косово и соседней Албании .

## Галерея

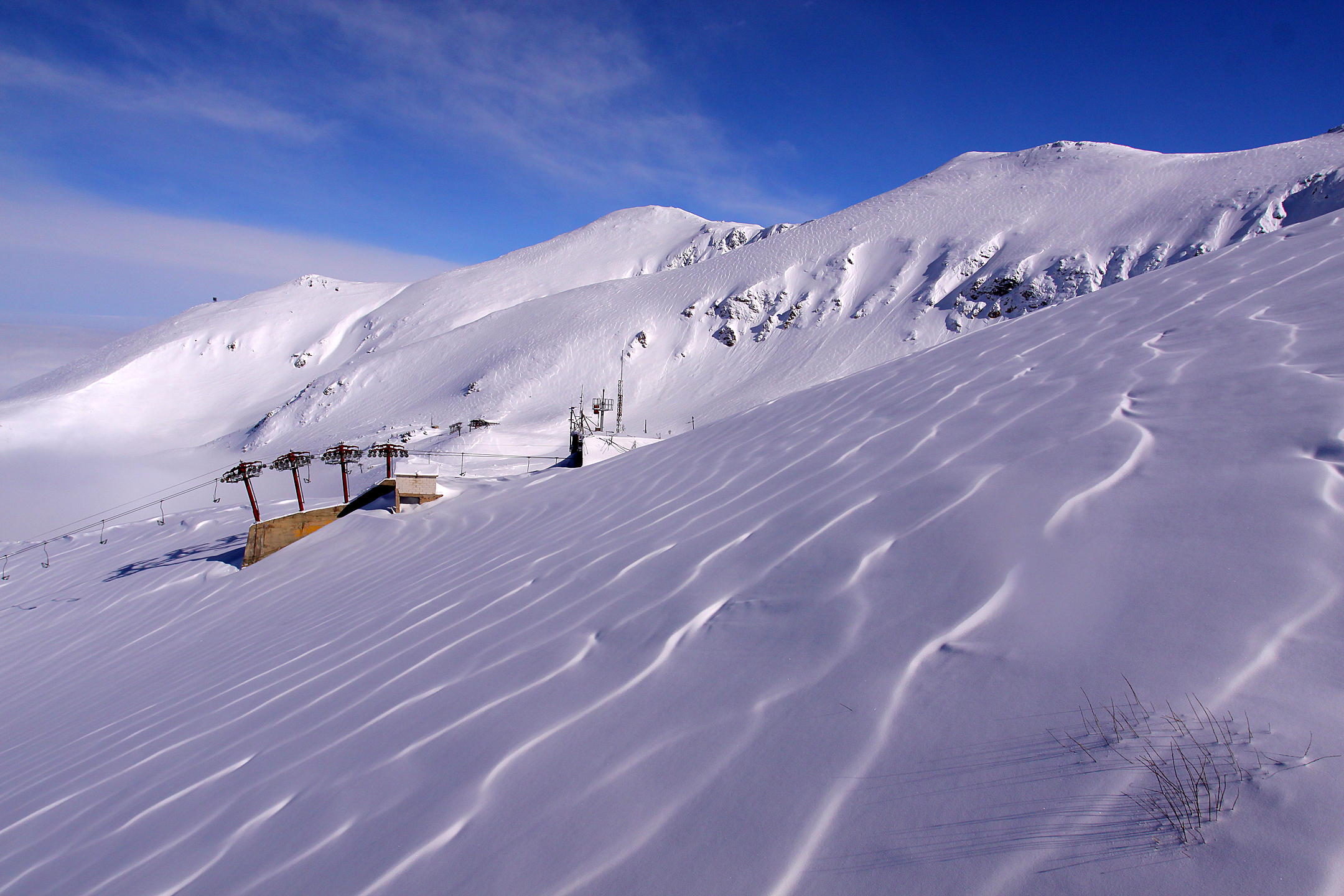
Вершина горнолыжного курорта Брезовица
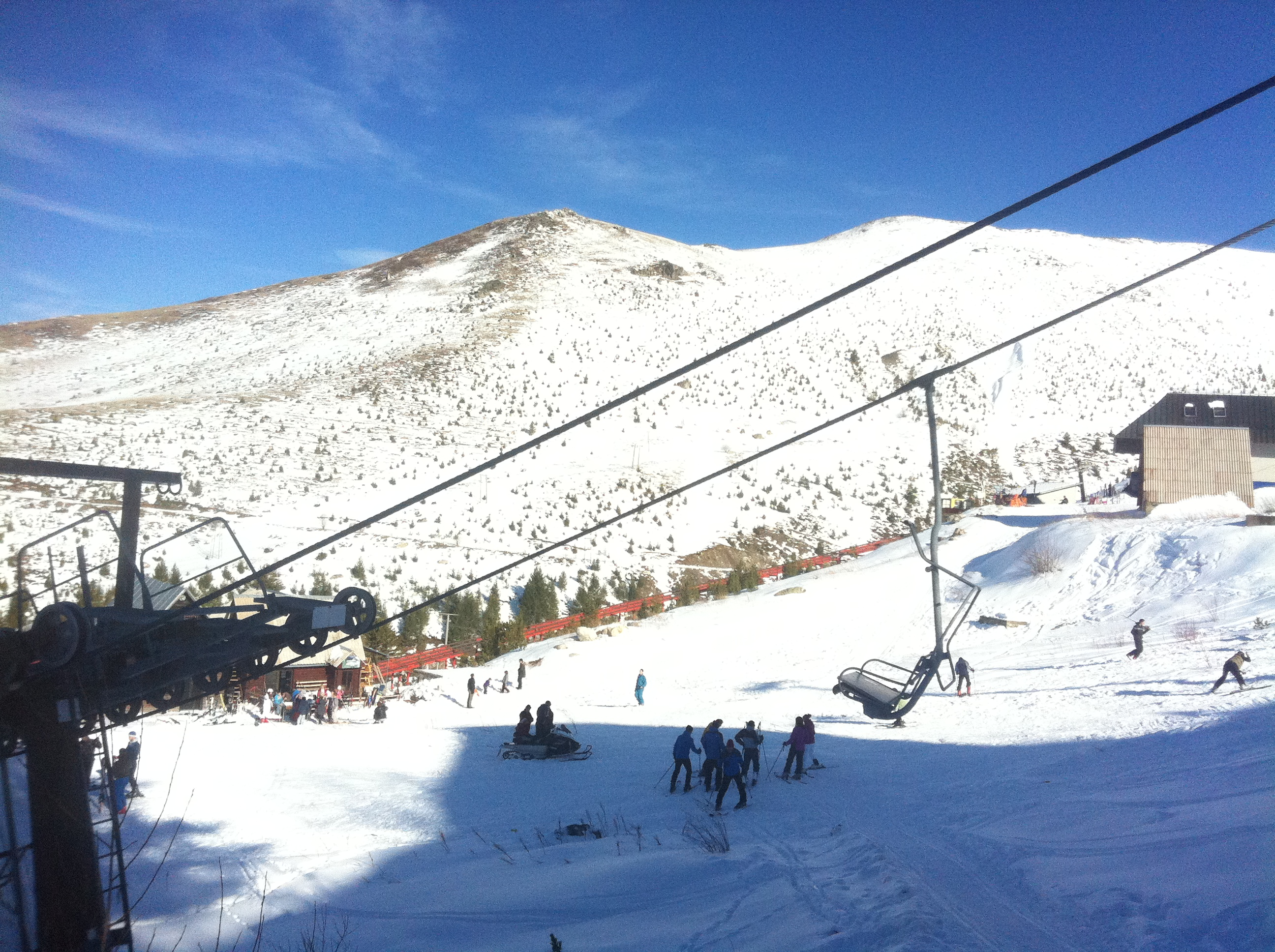
Подъемник на горнолыжном курорте Брезовица
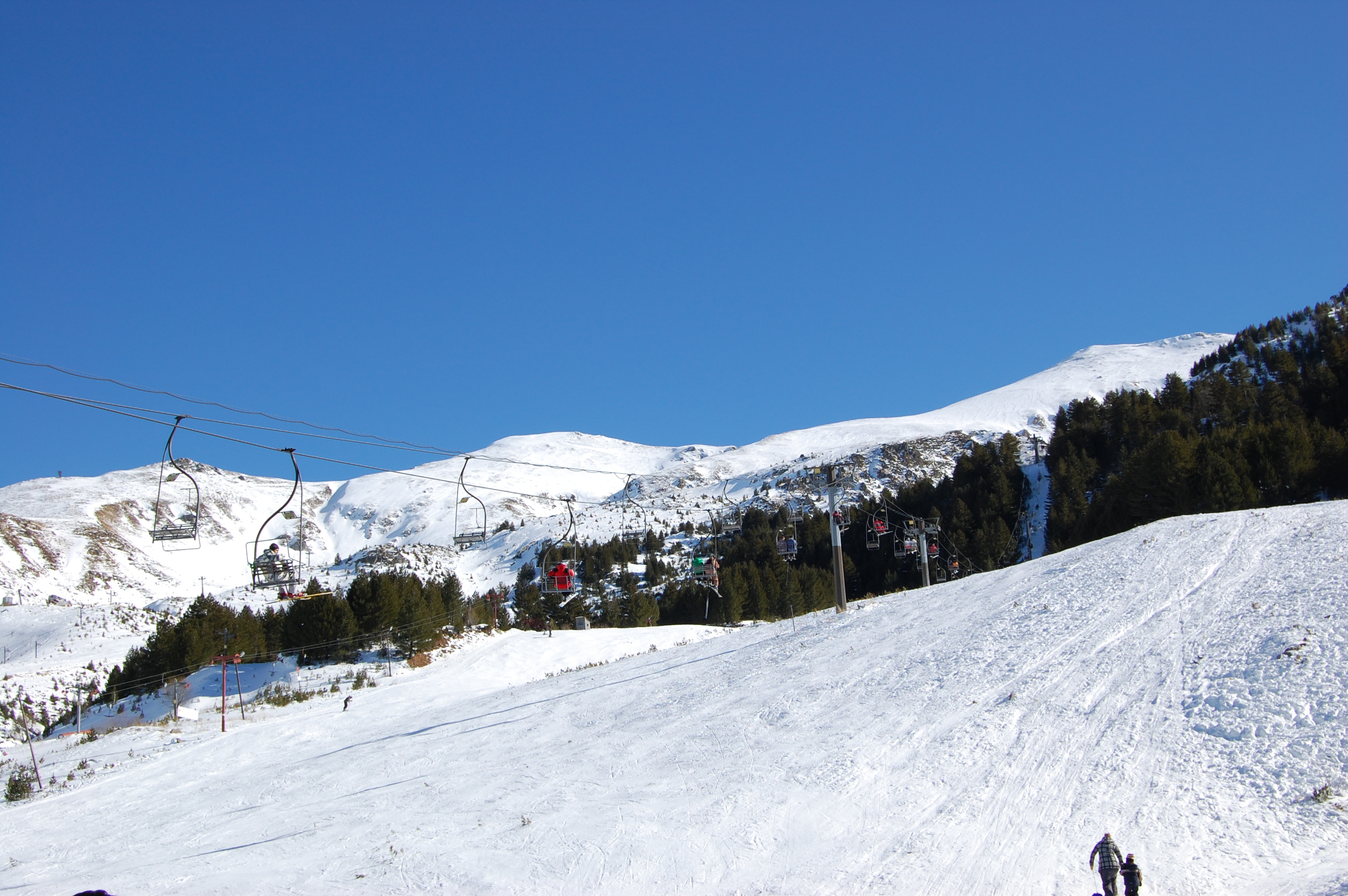
Подъемник на горнолыжном курорте Брезовица
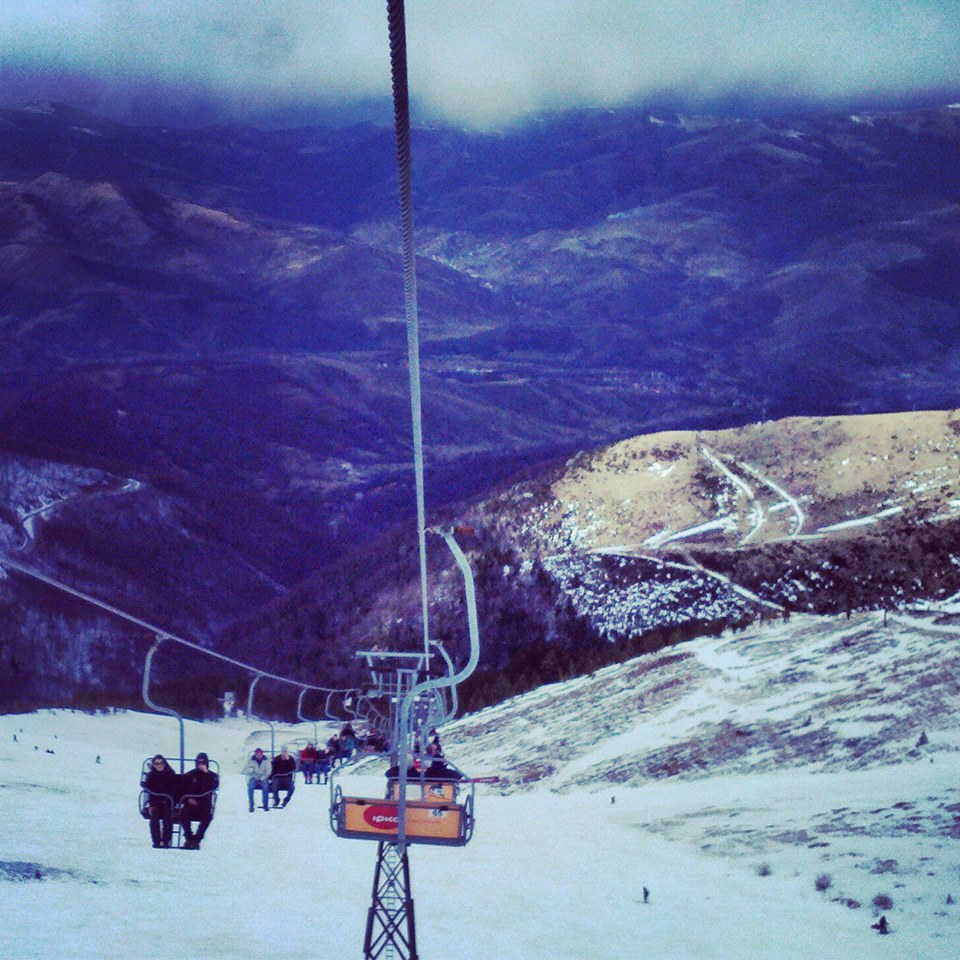
Подъемник
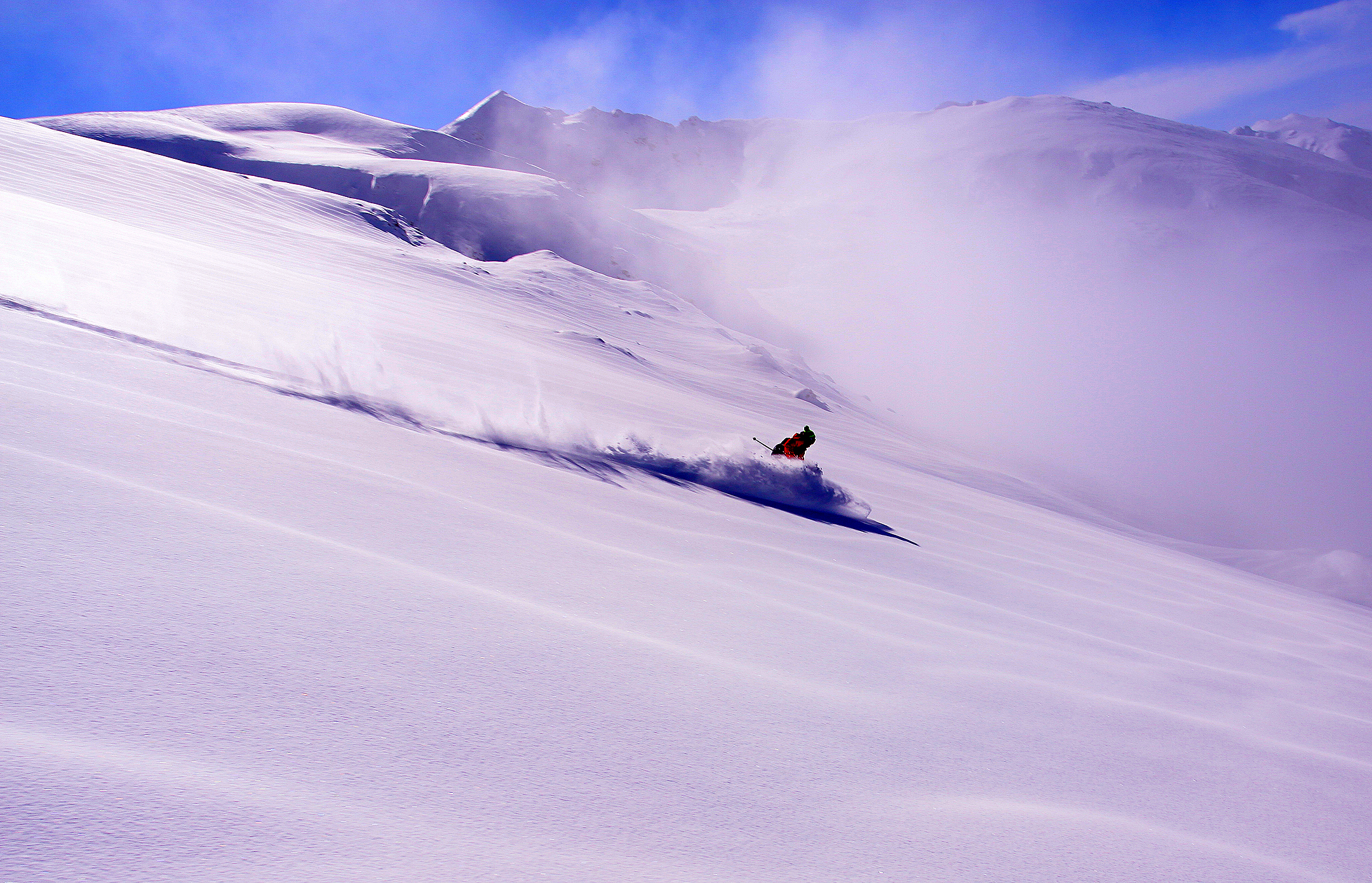
Катание на лыжах по трассе
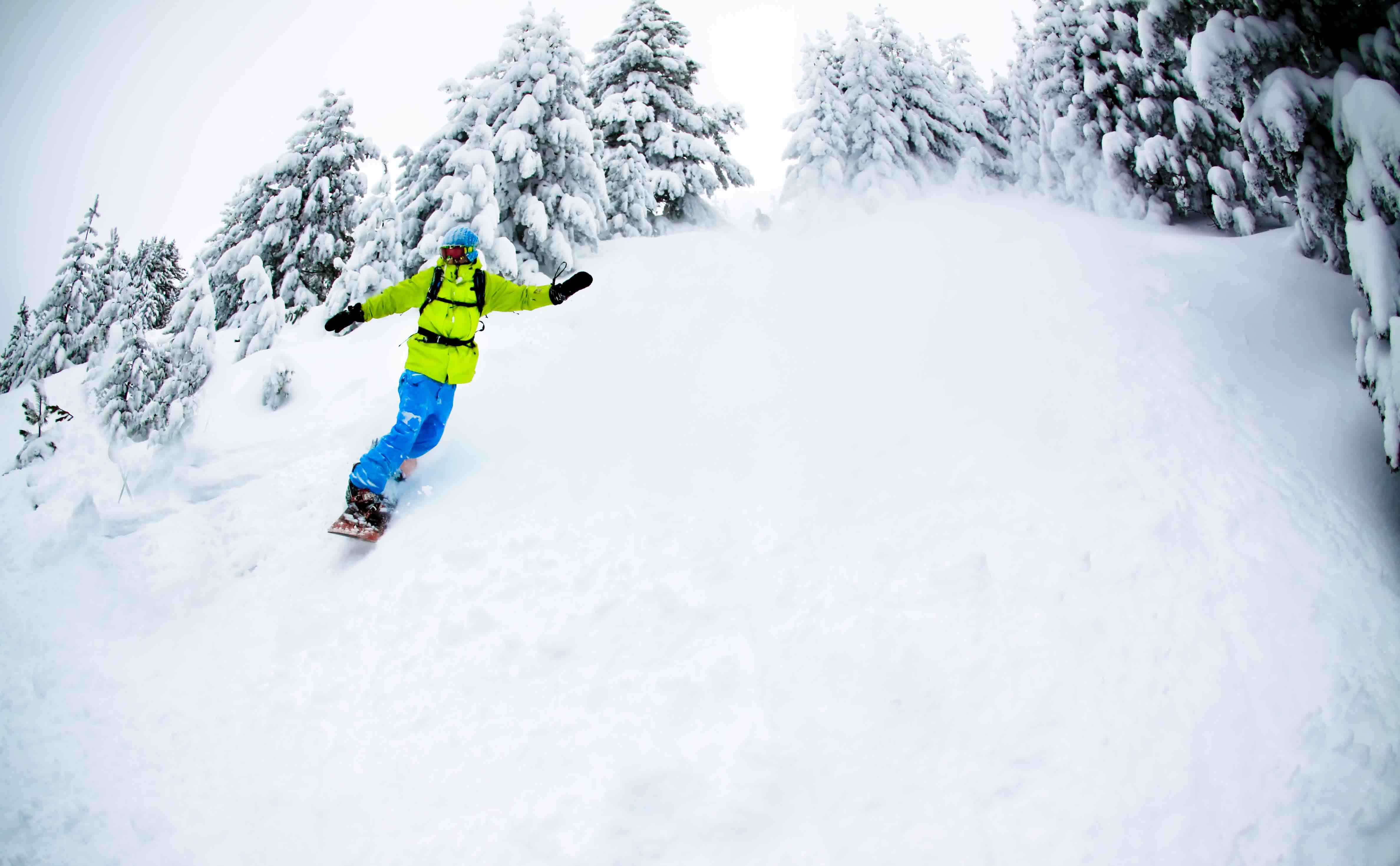
Сноубординг на трассе

## Инфраструктура

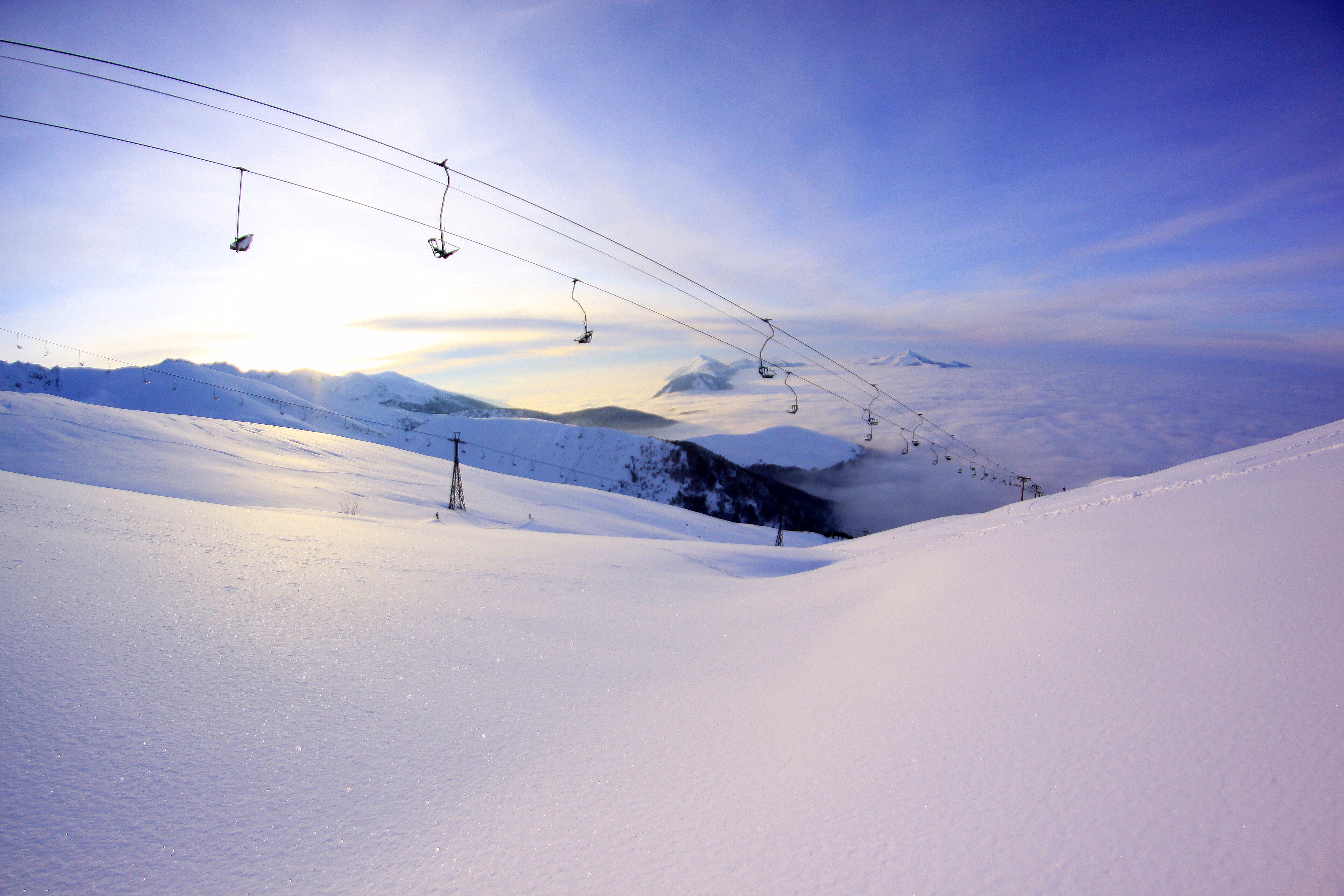
Пейзаж горнолыжного курорта Брезовица

Длина линии хребта составляет 39000 гектаров высокогорной альпийской местности и лесов с очень разнообразной и богатой флорой и фауной. Расположен в пределах 90 минут до двух международных аэропортов (международного аэропорта Приштины и международного аэропорта Скопье).
Курортная зона Брезовица представляет собой один из последних оставшихся недостаточно развитых горнолыжных курортов в Юго-Восточной Европе. Внутри этого района расположены горнолыжные трассы средней протяженностью около 4 километра (2 миль) и в среднем 38 % гибкости на уровне моря 1718 метров. Станция с выходом из канатной дороги находится на высоте 2212 метров над уровнем моря.
Горнолыжный центр Брезовица открыт для катания на лыжах в сезон, когда летом его поверхность покрыта снегом, с низкой эксплуатационной вероятностью.
В 2008 году открылись три новых подъемника. На трассах Brezovica FIS для слалома, гигантского слалома, скоростного спуска и «Super G» одновременно могли покататься 50 000 лыжников.
На курорте проводится ряд успешных национальных и международных соревнований На курорте тренируются несколько команд косовских зимних видов спорта. Ожидается, что крупная инвестиция со стороны MDP Consulting Compagnie des Alpes поможет решению экологических проблем в этой области.
Лыжные трассы имеют среднюю длину 4 километра и в среднем 128 дней в году для катания.

## Отели и гостиницы
Горнолыжный центр имеет около 700 мест в четырех отелях, в то время как дополнительные возможности размещения существуют в отдельных отелях и частных объектах. Однако эти отели либо работают в минимальном режиме, либо закрыты из-за юридических споров между правительством Сербии и правительством Косово. Клиентам отеля предоставляется бесплатный транспорт и бесплатный доступ к подъемникам. Несмотря на то, что это природный парк, в этом районе быстро развивается строительство частных домов.